# Economia de Tuvalu

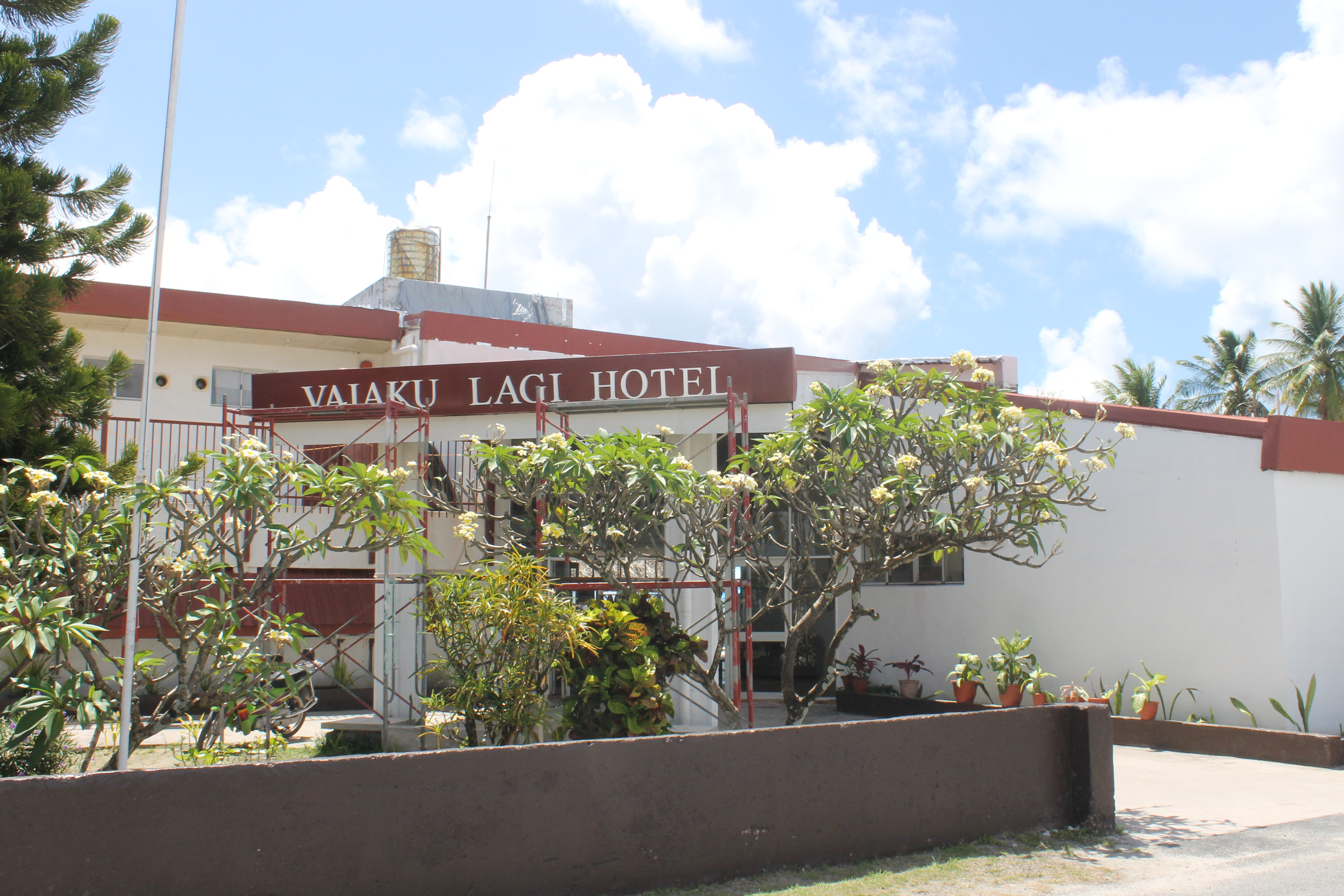
Hotel a Tuvalu.

Tuvalu és un país insular localitzat en l'oceà Pacífic, a mig camí entre Hawaii i Austràlia. L'economia de Tuvalu està complicada per la seva ubicació remota i la seva manca d'economies d'escala. Els ingressos recaptats pel govern provenen en gran part de la venda fortuïta del seu domini de nivell superior .tv (8,3% dels seus ingressos); vendes de segells postals i monedes; llicències de pesca (principalment pagats sota el Tractat de la tonyina de Pacífic Sud); subvencions directes de donants internacionals (donants de governs així com del Banc Asiàtic de Desenvolupament); i ingressos del Tuvalu Trust Fund (en català Fons fiduciari de Tuvalu, establert en 1987 pel Regne Unit, Austràlia, Nova Zelanda).

El Tuvalu Trust Fund va ser establert per al propòsit d'ajudar a complementar el dèficits nacional, cimentar el desenvolupament econòmic, i ajudar la nació aconseguir una major autonomia financera. El Tuvalu Trust Fund, ha contribuït aproximadament (79 milions de dòlars australians) 15 % del pressupost de govern anual cada any des de llavors 1990. Amb un valor cabdal d'aproximadament 2,5 vegades el PIB, el Tuvalu Trust Fund proporciona un matalàs important per a les fonts d'ingrés volàtils de Tuvalu de la pescar i drets de la venda del domini .tv.
En el resum estadístic del Banc Mundial del 2010 Tuvalu es troba en el fons del rànquing Producte Intern Brut amb 31.350.804 de dòlars nord-americans i del Producte Nacional Brut per capita de USD 4.760. En relació amb el PNB la nació comparat és similar amb altres estats SIDS del Pacífic com Kiribati (USD 2.010) i les Illes Marshall (USD 3.640). Els acords de llicències de pesca amb Taiwan, Japó, Corea del Sud, Nova Zelanda i els Estats Units que generen uns ingressos de 9 milions de dòlars australians en 2009. En 2013 els ingressos per les llicències van doblegar, i des de 2013 és més de 45 % de PIB.
Una proporció gran d'ingressos nacionals està obtinguda a través de l'ocupació de 15% dels tuvalians homes adults a l'estranger en la indústria marítima. El valor d'aquestes remeses va estar valorat en 4 milions de dòlars australians (est. 2006) i és la mitjana per 10 % de PIB. Un informo informe de l'ONU fa referència al fet que aquestes fonts d'ingressos són vulnerables als canvis macroeconòmics, mentre que el pressupost nacional segueix fortament subvencionat a través dels règims d'ajudes i finançament internacionals com el Fons Fiduciari de Tuvalu (TTF) amb una forta dependència de la importació d'aliments (importacions $15,5 milions benvolguts en 2007).
Tuvalu comprèn quatre illes d'esculls i cinc atolones veritable que resulten en una zona contigua: 24 milles nauticas (44 km) zona econòmica exclusiva: 200 milles nauticas (370 km) mar territorial: 12 milles marines (22 km) Els seus veïns més propers són Kiribati, Nauru, Samoa i Fiji. Tuvalu ha treballat amb Comunitat del Pacífic (SPC) i la Unió europea i ha promulgat Llei de Minerals dels fons marins de 2014. El SPC-EU Pacific Deep Sigui Minerals Project implica la cooperació entre les Illes Cook, Fiji, Tonga i Tuvalu l'objecte d'aquests països prendre decisions informades sobre futures activitats mineres dels fons marins.
La població en el 2012 cens era 10.460, el qual fa Tuvalu el tercer país menys poblat al món; comparat als seus veïns propers, té una població més gran que Nauru, però és més petita que Kiribati, la qual té una població permanent d'unes 100.000 (2011). Quant a la grandària del seu territori, en justs 26 quilòmetres quadrats, Tuvalu és el quart país més petit al món; quan comparat als seus veïns immediats, Tuvalu és més gran que Nauru, el qual és 21 quilòmetres quadrats, i més petit que Kiribati, el qual comprèn els grups de atolones van dispersar damunt 3,5 milions de quilòmetres quadrats, de l'oceà Pacífic. Zona Econòmica Exclusiva de Tuvalu cobreix una àrea oceànica d'aproximadament 900.000 quilòmetres quadrats.